# Teatro de Cámara Cervantes
El Teatro de Cámara Cervantes fue una compañía teatral creada en el 2008 que tuvo su sede en la Sociedad Cervantina, en la calle Atocha de Madrid. Nació con la intención de recuperar las obras de Miguel de Cervantes para el teatro y de crear un espacio de investigación escénica contemporánea para apoyar a los jóvenes talentos del teatro español. 
El Teatro de Cámara Cervantes ha producido en colaboración con la Sociedad Cervantina y Pocapena Producciones más de una decena de obras de teatro, microteatro, eventos y festivales.
En los años 2013 y 2014 el Teatro de Cámara Cervantes coprodujo la primera y segunda edición del Festival Gigante que acoge la Sociedad Cervantina, donde dieron cita creadores de distintas disciplinas artísticas y se mostraron espectáculos inspirados en textos y referencias del repertorio universal desde Grecia hasta los años 50 del siglo XX.
En el 2016, coincidiendo con el cuadringentésimo aniversario de la muerte de Cervantes, el Teatro de Cámara Cervantes crea y desarrolla, junto a la Sociedad Cervantina, el proyecto Escena Cervantes. Este proyecto buscaba promocionar la impronta del legado de Cervantes y su obra a través de la geografía española mediante un espectáculo itinerante. En el Festival Escena Cervantes participaron autores tales como María Velasco, Alberto Conejero, Salva Bolta o Ainhoa Amestoy.

## Las producciones
2015.- La Gitanilla. Dirigida por Sonia Sebastian. Adaptación de María Velasco de la Novela ejemplar de Miguel de Cervantes. Estreno en el festival Clásicos en Alcalá en junio de 2015.
2014.- Tipos de Imprenta. Dirigida por Sonia Sebastian. Miguel de Cervantes irrumpe en la imprenta de Juan de la Cuesta para comprobar cómo se está imprimiendo su novela “El Ingenioso Hidalgo Don Quijote de la Mancha”.
2013.- Mucho ruido y pocas nueces. Dirigida por Sonia Sebastian. Adaptación de la obra homónima de William Shakespeare. Estreno en el Festival de Teatro Clásico de Almagro en julio de 2013, consiguiendo una Mención de Honor en Almagro Off.
2013.- El Banquete. Dirigida por Sonia Sebastian. Adaptación de la obra homónima de Platón por los autores: Alberto Conejero, Sergio Martínez Vila, Elena Lombao, Anna R. Costa y Maria Velasco. Estreno en el festival Fringe en julio de 2013.
2012.- Lorca al vacío Dirigida por Sonia Sebastian. Escrita María Velasco. Espectáculo sobre Federico García Lorca en el que colaboran los artistas plásticos Juan Zamora e Hisae Ikenaga. Estreno en la Sociedad Cervantina en octubre de 2012.
2011.- Muere, Numancia, muere. Dirigida por Sonia Sebastian. Adaptación de Carlos Be de La Numancia de Miguel de Cervantes. Estreno en la sala grande del Microteatro de Madrid.
2010.- El poder de la sangre. Dirigida por Sonia Sebastian. Basada en Los Cenci de Antonin Artaud. Estreno en el la Sociedad Cervantina. 
2010.- El imaginario de Cervantes. Estreno el 11 de septiembre dentro de la programación de La Noche en Blanco 2010. Sonia Sebastián, directora de la obra, fue finalista en la V Edición de los Premios Valle-Inclán por este montaje.
2009.- Palabra de perro de Juan Mayorga basada en El coloquio de los perros de Miguel de Cervantes. Dirigida por Sonia Sebastian. Coproduce Pocapena Producciones. Estreno en La Casa Encendida.
2008.- Entrometidos, entremeses de Cervantes. En este espectáculo se fusionan los textos de Miguel de Cervantes El viejo celoso y La cueva de Salamanca con flamenco. Estreno en la Sociedad Cervantina. Sonia Sebastián, directora de la obra, fue finalista en la IV edición del Premio Valle Inclán por este montaje. 
- Datos: Q42912711